# Ehringshausen
Ehringshausen est une municipalité allemande située dans l'arrondissement de Lahn-Dill et dans le land de la Hesse. Elle se trouve entre Wetzlar et Herborn.

## Jumelages
La commune d'Ehringshausen est jumelée avec :
- Roquemaure (France) depuis le 28 avril 1973
- Haverhill (Royaume-Uni) depuis le 16 avril 1983
- Neustadt am Rennsteig (Allemagne) depuis le 11 mai 1991

## Source, notes et références
1. ↑  « Partnerschaften » Site web de la commune d'Ehringshausen, consulté le 27 mars 2017.